# ダーリントン郡 (サウスカロライナ州)
ダーリントン郡（英: Darlington County）は、アメリカ合衆国サウスカロライナ州の北東部に位置する郡である。2010年国勢調査での人口は43,587人であり、2000年の39,858人から10.0%増加した。郡庁所在地はダーリントン市（人口6,289人）であり、同郡で人口最大の都市はハーツビル市（人口7,764人）である。2000年時点では郡人口の60%近くが田園部に住んでいた。
ダーリントン郡はフローレンス大都市圏に属している。

## 地理
アメリカ合衆国国勢調査局に拠れば、郡域全面積は567平方マイル (1,468.5 km2)であり、このうち陸地561平方マイル (1,453.0 km2)、水域は6平方マイル (15.5 km2)で水域率は0.99%である。

### 隣接する郡
- マルボロ郡 - 北東
- フローレンス郡 - 南東
- リー郡 - 南西
- カーショー郡 - 西
- チェスターフィールド郡 - 北西

## 人口動態
以下は2000年国勢調査による人口統計データである。
| 基礎データ - 人口: 67,394人 - 世帯数: 25,793 世帯 - 家族数: 18,441 家族 - 人口密度: 46人/km2（120人/mi2） - 住居数: 28,942軒 - 住居密度: 20軒/km2（52軒/mi2） 人種別人口構成 - 白人: 56.98% - アフリカン・アメリカン: 41.70% - ネイティブ・アメリカン: 0.19% - アジア人: 0.21% - 太平洋諸島系: 0.01% - その他の人種: 0.39% - 混血: 0.52% - ヒスパニック・ラテン系: 0.98% 年齢別人口構成 - 18歳未満: 26.3% - 18-24歳: 9.0% - 25-44歳: 28.2% - 45-64歳: 24.4% - 65歳以上: 12.1% - 年齢の中央値: 36歳 - 性比（女性100人あたり男性の人口） - 総人口: 89.8 - 18歳以上: 84.6 | 世帯と家族（対世帯数） - 18歳未満の子供がいる: 32.2% - 結婚・同居している夫婦: 48.3% - 未婚・離婚・死別女性が世帯主: 18.7% - 非家族世帯: 28.5% - 単身世帯: 25.1% - 65歳以上の老人1人暮らし: 9.2% - 平均構成人数 - 世帯: 2.57人 - 家族: 3.07人 収入と家計 - 収入の中央値 - 世帯: 31,087米ドル - 家族: 37,662米ドル - 性別 - 男性: 30,947米ドル - 女性: 20,998米ドル - 人口1人あたり収入: 16,283米ドル - 貧困線以下 - 対人口: 20.3% - 対家族数: 16.4% - 18歳未満: 26.7% - 65歳以上: 22.1% |

ハーツビル（2000年の人口で14,907人）とダーリントン（同12,066人）という2つの都市圏がある。郡全体はフローレンス都市圏に入っている。

## 都市と町
- ダーリントン - 郡庁所在地
- ハーツビル
- ラマー
- ノースハーツビル
- ソサイエティヒル

## 著名な出身者
- オーランド・ハドソン、メジャーリーグベースボール選手、ロサンゼルス・ドジャーズ、ダーリントン生まれ
- ジョーダン・ライルズ、メジャーリーグベースボール選手、ヒューストン・アストロズ、ハーツビル生まれ

## 大衆文化の中で
ブルース・スプリングスティーンが1984年に出したアルバム『ボーン・イン・ザ・U.S.A.』の挿入歌『ダーリントン郡』はダーリントン郡が主題である。